# Perlesta cranshawi
Perlesta cranshawi är en bäcksländeart som beskrevs av Boris C. Kondratieff och Kirchner 2006. Perlesta cranshawi ingår i släktet Perlesta och familjen jättebäcksländor. Inga underarter finns listade i Catalogue of Life.